# Марионвил (Мисури)
Марионвил (енгл. Marionville) град је у америчкој савезној држави Мисури.

## Демографија
По попису из 2010. године број становника је 2.225, што је 112 (5,3%) становника више него 2000. године.
| Група             | 2000.         | 2010.         |
| Белци             | 2.043 (96,7%) | 2.119 (95,2%) |
| Афроамериканци    | 2 (0,1%)      | 0 (0,0%)      |
| Азијати           | 8 (0,4%)      | 10 (0,4%)     |
| Хиспаноамериканци | 13 (0,6%)     | 34 (1,5%)     |
| Укупно            | 2.113         | 2.225         |